# Torleif Aasgaard
Torleif Aasgaard (Kristiania , 1888. április 29. – 1953. június 20.) norvég üzletember. 1927-ben vette át édesapjától a C. Geijer & Co irányítását.
Az SFK Lyn játékosa, majd vezetője volt, de ő volt az Oslo járási Síszövetség első elnöke is.